# إميلي مولر
إميلي مولر (بالإنجليزية: Emily Muller)‏ هي ممثلة أمريكية، ولدت في 4 أبريل 1999 في شيكاغو في الولايات المتحدة.

## وصلات خارجية
- إميلي مولر على موقع IMDb (الإنجليزية)